# David Redecsy
David Redecsy (* 17. März 1979) ist ein österreichischer Politiker (SPÖ) und Gewerkschafter. Er war von 2013 bis 2023 Abgeordneter zum Kärntner Landtag.

## Ausbildung und Beruf
Redecsy wurde als Sohn eines Buchhalters und einer Kindergartenleiterin geboren. Er wuchs mit seinem Bruder in Klagenfurt auf und wuchs nach der Scheidung seiner Eltern zusätzlich mit drei Halbgeschwistern auf. Seine Schulbildung begann Redecsy an der Körnerschule in Klagenfurt. Er wechselte nach dem Abschluss der Volksschule an das BG und BRG Mössingerstraße und besuchte in der Folge das BORG Klagenfurt. Seine Ausbildung setzte er danach an der Gesundheits- und Krankenpflegeschule Baumgartner Höhe in Wien fort. Redecsy verbrachte insgesamt sechs Jahre in Wien, wo er sich zum Diplom-Gesundheits- und Krankenpfleger ausbilden ließ und in der Folge in diesem Beruf für die Gemeinde Wien arbeitete. 2004 wechselte er wieder nach Klagenfurt am Wörthersee, wo er als Diplom-Gesundheits- und Krankenpfleger im Klinikum Klagenfurt der KABEG arbeitet.

## Politik und Funktionen
Redecsy ist seit 2009 Betriebsrat des Klinikum-Klagenfurt am Wörthersee. Er ist zudem Betriebsratsvorsitzender-Stellvertreter sowie Obmann der Betriebssportgemeinschaft und wirkt darüber hinaus als Mitglied des Landesvorstands Kärnten der Fraktion Sozialdemokratischer GewerkschafterInnen. In seiner Heimatgemeinde Klagenfurt hat er innerparteilich das Amt des Stadtteilvorsitzenden der SPÖ-Stadtteilorganisation V LKH/Feschnig inne, Zudem ist er seit dem Jahr 2009 Gemeinderat in Klagenfurt und Ausschussmitglied im Hauptausschuss und Feuerwehr, im Ausschuss Straßenbau, Verkehr und Kanalbau, im Gesundheitsausschuss und im Ausschuss Tourismus und Hochbau. Redecsy kandidierte bei der Landtagswahl 2013 und wurde in der Folge am 28. März 2013 als Landtagsabgeordneter angelobt. Er ist seitdem auch stellvertretender Vorsitzender des Ausschusses für Soziales, Gesundheit, Krankenanstalten, Familien, Generationen und Frauen.

## Privates
Redecsy ist ledig und lebt in Klagenfurt.